# Campionati del mondo di ciclismo su strada 2001 - Cronometro femminile Junior
La cronometro femminile Junior dei Campionati del mondo di ciclismo su strada 2001 si svolse il 9 ottobre 2001 in Portogallo, con arrivo a Lisbona, su un percorso totale di 11,8 km. La medaglia d'oro fu vinta dalla britannica Nicole Cooke con il tempo di 18'45"76 alla media di 37,734 km/h, l'argento dalla russa Natalia Bojarskaja e il bronzo dalla lituana Diana Elmentaite.
Partenza con 40 cicliste, delle quali tutte completarono il percorso.

## Classifica (Top 10)
| Pos. | Corridore          | Squadra       | Tempo    |
| ---- | ------------------ | ------------- | -------- |
| 1    | Nicole Cooke       | Gran Bretagna | 18'45"76 |
| 2    | Natalia Bojarskaja | Russia        | a 8"64   |
| 3    | Diana Elmentaite   | Lituania      | a 9"81   |
| 4    | Giorgia Bronzini   | Italia        | a 14"12  |
| 5    | Charlotte Becker   | Germania      | a 15"69  |
| 6    | Madeleine Sandig   | Germania      | a 15"88  |
| 7    | Maja Wloszczowska  | Polonia       | a 18"32  |
| 8    | Vera Koedooder     | Paesi Bassi   | a 25"05  |
| 9    | Kath Ingels        | Belgio        | a 29"72  |
| 10   | Svetlana Sergeeva  | Russia        | a 30"17  |